# Athyrium minakuchii
Athyrium minakuchii är en majbräkenväxtart som beskrevs av Kurata. Athyrium minakuchii ingår i släktet Athyrium och familjen Athyriaceae. Inga underarter finns listade.